# Rosa Zafferani
Rosa Zafferani (ur. 16 sierpnia 1960 w Jersey City) – sanmaryńska polityk, dwukrotna kapitan regent San Marino, w okresie od 1 kwietnia 1999 do 1 października 1999 oraz ponownie od 1 kwietnia 2008 do 1 października 2008.

## Życiorys
Zafferani ukończyła handel i ekonomię na Uniwersytecie Bolońskim. Od 1991 jest członkinią Chrześcijańsko-Demokratycznej Partii San Marino. W latach 1993–1998 zajmowała stanowisko sekretarza partii w mieście Serravalle. W 1998 została wybrana do Wielkiej Rady Generalnej (Consiglio Grande e Generale), parlamentu San Marino.
Od 1 kwietnia 1999 do 1 października 1999 razem z Antonello Bacciocchim pełniła funkcję kapitana regenta San Marino. Od grudnia 2002 do lipca 2006 wchodziła w skład kolejnych rządów, w których pełniła następujące stanowiska: sekretarza stanu ds. zdrowia, bezpieczeństwa socjalnego i zaopatrzenia (2002–2004), sekretarza stanu ds. instytucji kulturalnych i informacji (2004–2005), sekretarza stanu ds. edukacji publicznej i uniwersytetów (2004–2006) oraz sekretarza stanu do spraw wewnętrznych (2005–2006).
1 kwietnia 2008 Rosa Zafferani ponownie objęła stanowisko kapitana regenta San Marino wraz z Federico Pedini Amatim i zajmowała je do 1 października 2008.